# Festuca monguensis
Festuca monguensis är en gräsart som beskrevs av Stancík. Festuca monguensis ingår i släktet svinglar, och familjen gräs. Inga underarter finns listade i Catalogue of Life.